# Fantômes dans la culture tibétaine

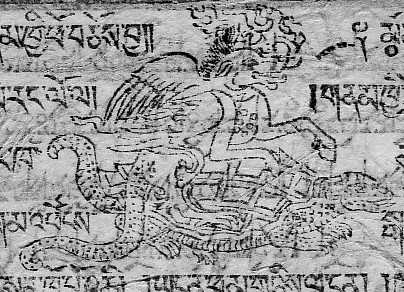
Le fantôme tibétain Nam-khyi nag-po selon l'ancien document Vaidurya dkar-po (1685)

La croyance dans les fantômes est largement répandue dans la culture tibétaine. Les fantômes sont en effet explicitement reconnus par le bouddhisme tibétain et le bouddhisme indien, où ils vivent dans un monde distinct qui recoupe en partie le monde des humains. Quand un être humain meurt, il peut entrer dans ce monde après une période d'incertitudes.
Les fantômes peuvent être soumis par une dague rituelle ou piégés puis brûlés, ce qui leur permet de renaître. Ils peuvent aussi être exorcisés ; un festival annuel est d'ailleurs tenu dans tout le Tibet dans ce but. Des rumeurs circulent selon lesquelles Dordjé Shougdèn, le fantôme d'un puissant moine du XVIIe siècle, est une déité, mais le dalaï-lama affirme qu'il s'agit d'un esprit maléfique qui a causé du tort à la communauté en exil du Tibet.